# Kuhn, Loeb & Co
Kuhn, Loeb & Co fue un banco de inversión fundado en 1867 por Abraham Kuhn y Solomon Loeb.

## Historia

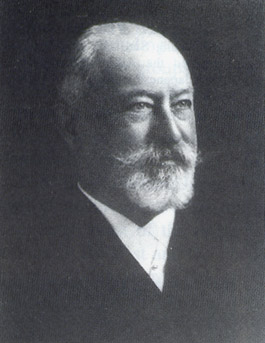
Jacob Schiff.

Su director, Jacob Schiff, rápidamente convirtió a Kuhn Loeb and Co en uno de los bancos más influyentes a finales del XIX. Luego, Kuhn Loeb and Co se convirtió en un actor importante en la financiación del boom estadounidense a principios de siglo XX, con, por ejemplo, su participación en el desarrollo de empresas ferroviarias, como Western Union y Westinghouse. Al hacerlo, se había convertido en la principal competidora del famoso J.P. Morgan & Co.
Después de la muerte de Jacob Schiff en 1920, el banco fue tomado por Otto Kahn y Félix Warburg. Sin embargo, después de 1945, los métodos tradicionales de Kunh Loeb & Co resultaron inadecuados en el contexto del cambio industrial después de la Segunda Guerra Mundial. El posicionamiento del grupo en su mercado resultó estar plagado de consecuencias. En 1977, Kunh Loeb and Co se fusionó con Lehman Brothers para formar Lehman Brothers Kuhn Loeb Incorporated, que fue adquirida en 1984 por American Express que bautizó este subsidiaria de Shearson Lehman, abandonando las marcas Loeb y Kuhn.

## Socios generales del banco
- Abraham Kuhn (1867-1887)
- Solomon Loeb^ (1867-1899)
- Samuel Wolff (1867-1872)
- Samuel Kuhn (1868-1869)
- Jacob Netter (1867-1869)
- Jacob Schiff^ (1875-1920)
- Abraham Wolff (1875-1900)
- Michael Gernsheim (1875-1881)
- Lewis S. Wolff (1884-1891)
- James Loeb (1894-1901)
- Louis A. Heinsheimer (1894-1909)
- Felix M. Warburg (1897-1937)
- Otto H. Kahn^ (1897-1934)
- Mortimer L. Schiff (1900-1931)
- Paul M. Warburg (1903-1914)
- Jerome J. Hanauer** (1912-1932)
- Gordon Leith (London) (1927-1930)
- George W. Bovenizer (1929-1961)
- Lewis L. Strauss (1929-1946)
- Sir William Wiseman, Bart. (1929-1960)
- John M. Schiff^ (1931 - ?)
- Frederick M. Warburg (1931 - ?)
- Gilbert W. Kahn (1931 - ?)
- Benjamin J. Buttenwieser (1932-1949)
- Hugh Knowlton (1932 - ?)
- Elisha Walker (1933-1950)
- Percy M. Stewart (1941 - ?)
- Robert F. Brown (1941 - ?)
- Robert E. Walker (1949-1958)
- J. Emerson Thors (1949 - ?)
- J. Richardson Dilworth (1952-1958)
- Jonas C. Andersen (1955-1956)
- Sir Siegmund G. Warburg (London) (1956-1964)
- David T. Miralia (1957 - ?)
- Kenneth N. Hall (1956 - ?)
- Henry Necarsulmer (1956-1977)
- Charles J. Ely (1956 - ?)
- Bernard Einhorn (1965-1967)
- Nathaniel Samuels^ (1955-1974)
- Morris H. Wright
- John M. Leonard
- Alvin E. Friedman (1962 - ?)
- John S. Guest (1962 - ?)
- Jerome S. Katzin (1962-1977)
- John T. Monzani (1962-?)
- H. Spottswood White (1962-?)
- Thomas E. Dewey Jr. (1966-1975)
- Andre Istel (1964-1966)
- Harvey M. Krueger^ (1965-1977)
- Anthony M. Lund
- William H. Todd
- Yves-Andres Istel (1966 - ?)
- John K. Libby (1967-1977)
- James H. Manges (1967 - ?)
- David T. Schiff (1967 - ?)
- Sydney S. Netreba (1968 - ?)
- Sidney J. Sauerhaft (1968 - ?)
- Joseph F. Schwartz (1968 - ?)
- John Barry Ryan III (1969 -)
- Edgar R. Koerner (1969 - ?)
- Archie E. Albright (1969 - ?)
- Mark C. Feer (1969-1977)
- W. Richard Bingham (1970 - ?)
- James A. Favia (1970 - ?)
- William M. Kearns Jr. (1970 - ?)
- Norman W. Stewart (1970 - ?)
- Clifford W. Michel (1972 - ?)
- Robert M. Shepard (1973-1977)

**Primeros socios no miembros de la familia Kuhn y Loeb

^ Socios en posición de directores
En resumen, hay:
- 67 socios generales
- Socios con más antigüedad: Jacob Schiff (45 ans), Felix M. Warburg (40 ans)